# Індекс якості повітря
Індекс якості повітря (англ. Air quality index, AQI) — значення, яке використовується урядовими установами, щоб донести до громадськості рівень забруднення повітря у цей час. Якщо індекс збільшиться, значна частина населення зіткнеться з серйозними наслідками для здоров'я. У різних країнах є свої показники якості повітря відповідно до різних національних стандартів.

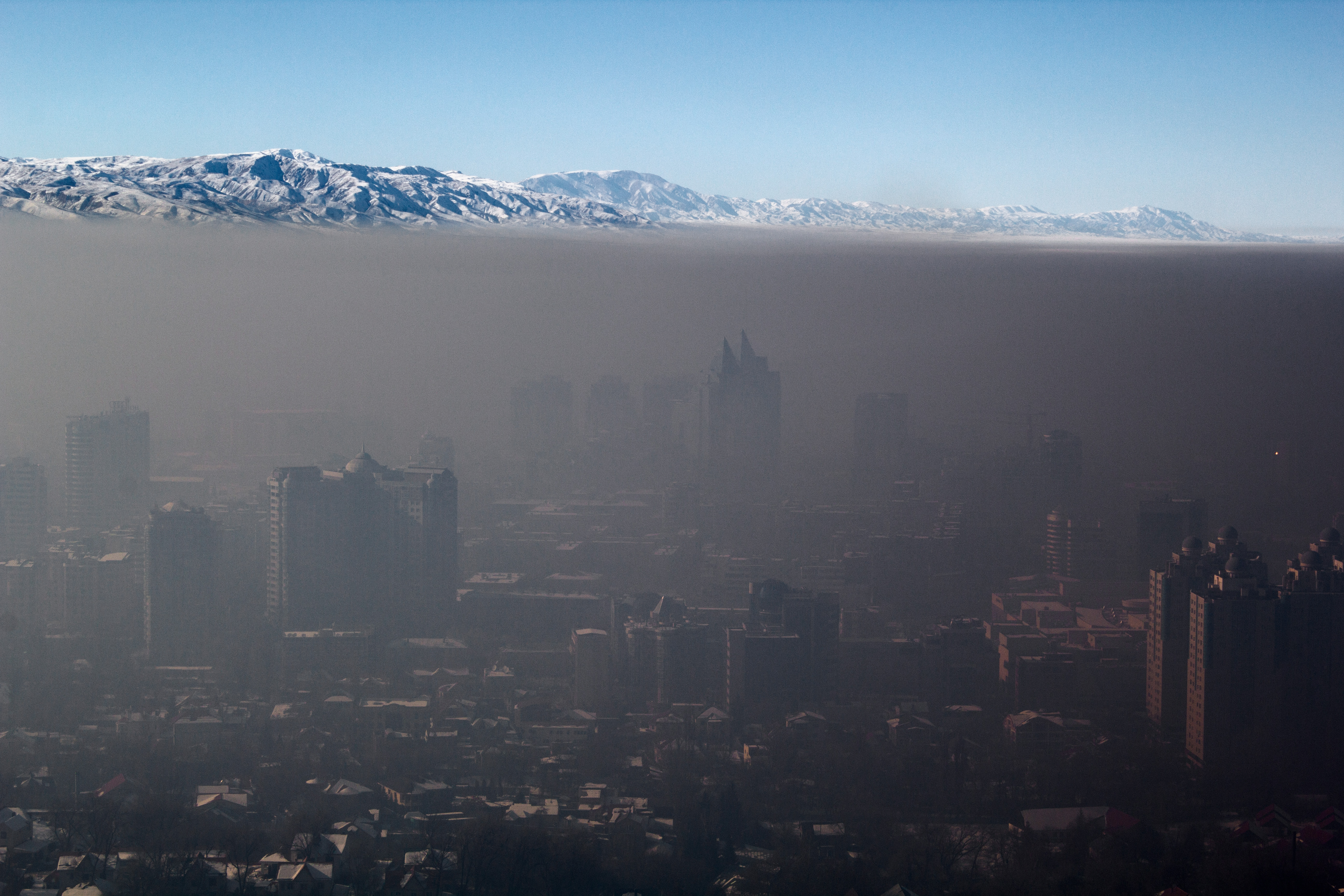
Накопичення смогу в Алмати, Казахстан спричиняє високий індекс якості повітря

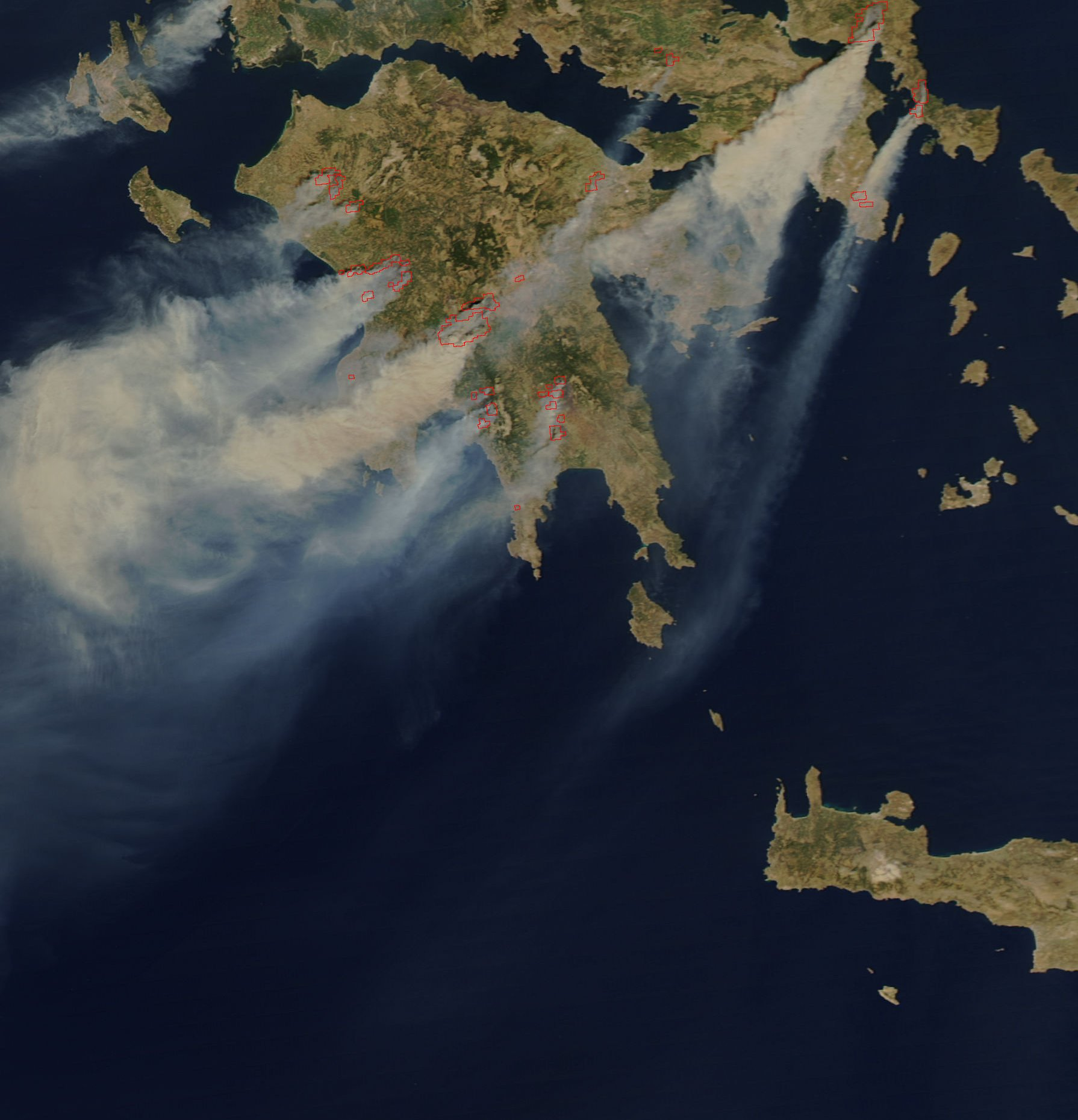
Вплив пожеж на підвищення AQI в деяких частинах Греції

## Визначення і використання

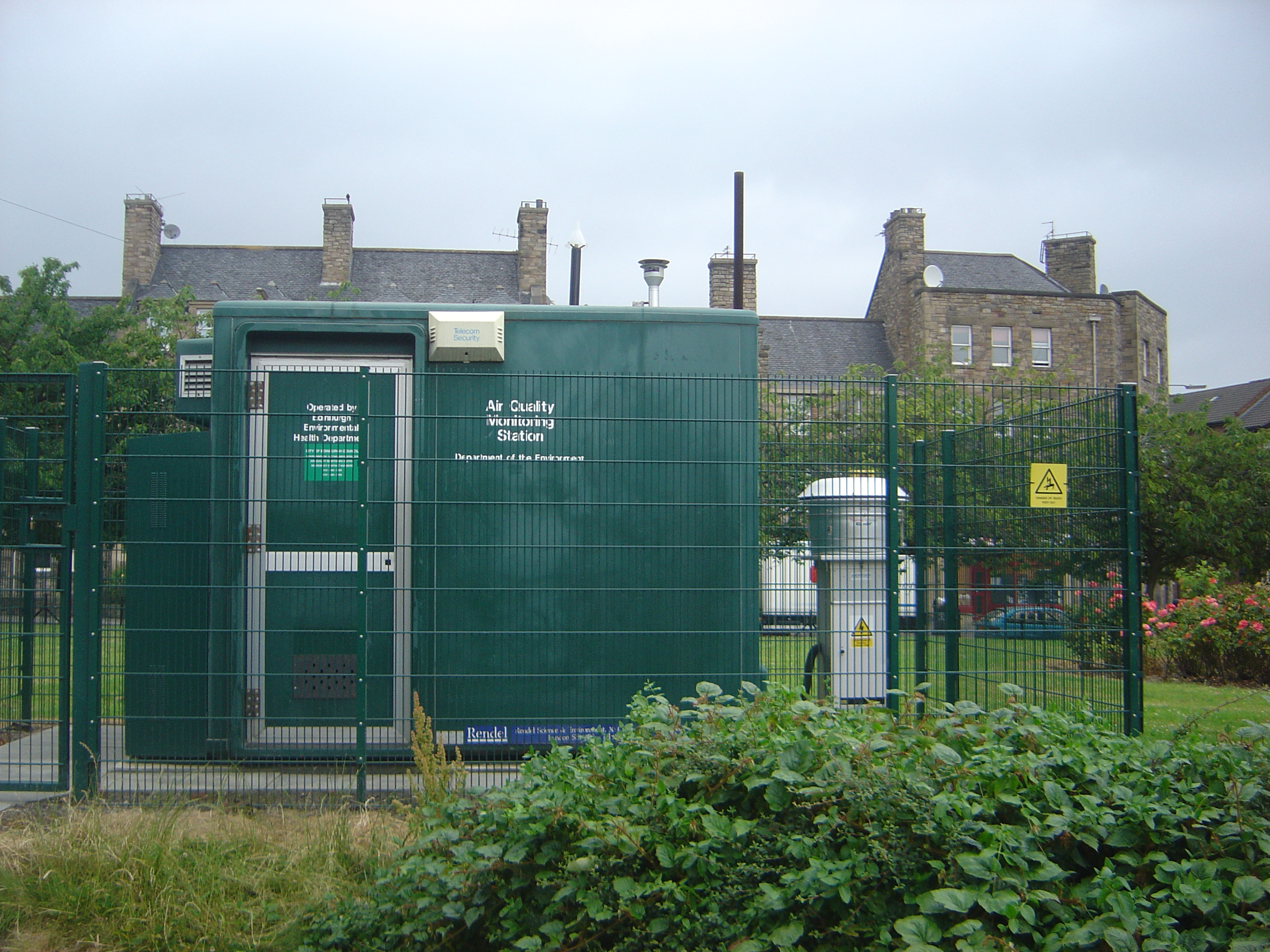
Станція вимірювання індексу якості повітря в Единбурзі, Шотландія

Розрахунок індексу якості повітря вимагає середніх значень концентрації забруднювальних речовин за вказаний період, які отримані з моніторингу довкілля або моделювання атмосферної дисперсії. Разом взяті концентрація і час є дозою забруднювальних речовин в повітрі. Можливі наслідки для здоров'я відповідно до впливу дози встановлюються  епідеміологічними дослідженнями. Індекс якості повітря зазвичай об'єднують в діапазони. Кожному діапазону присвоюється ідентифікатор, код кольору і рекомендації охорони здоров'я.
Індекс якості повітря може збільшитись за рахунок збільшення викидів в атмосферу (наприклад, в годину пік). Застій повітря часто зумовлений антициклоном, температурною інверсією або низькою швидкістю вітру, через що забруднене повітря залишається в локальній області і призводить до високої концентрації забруднювальних речовин.

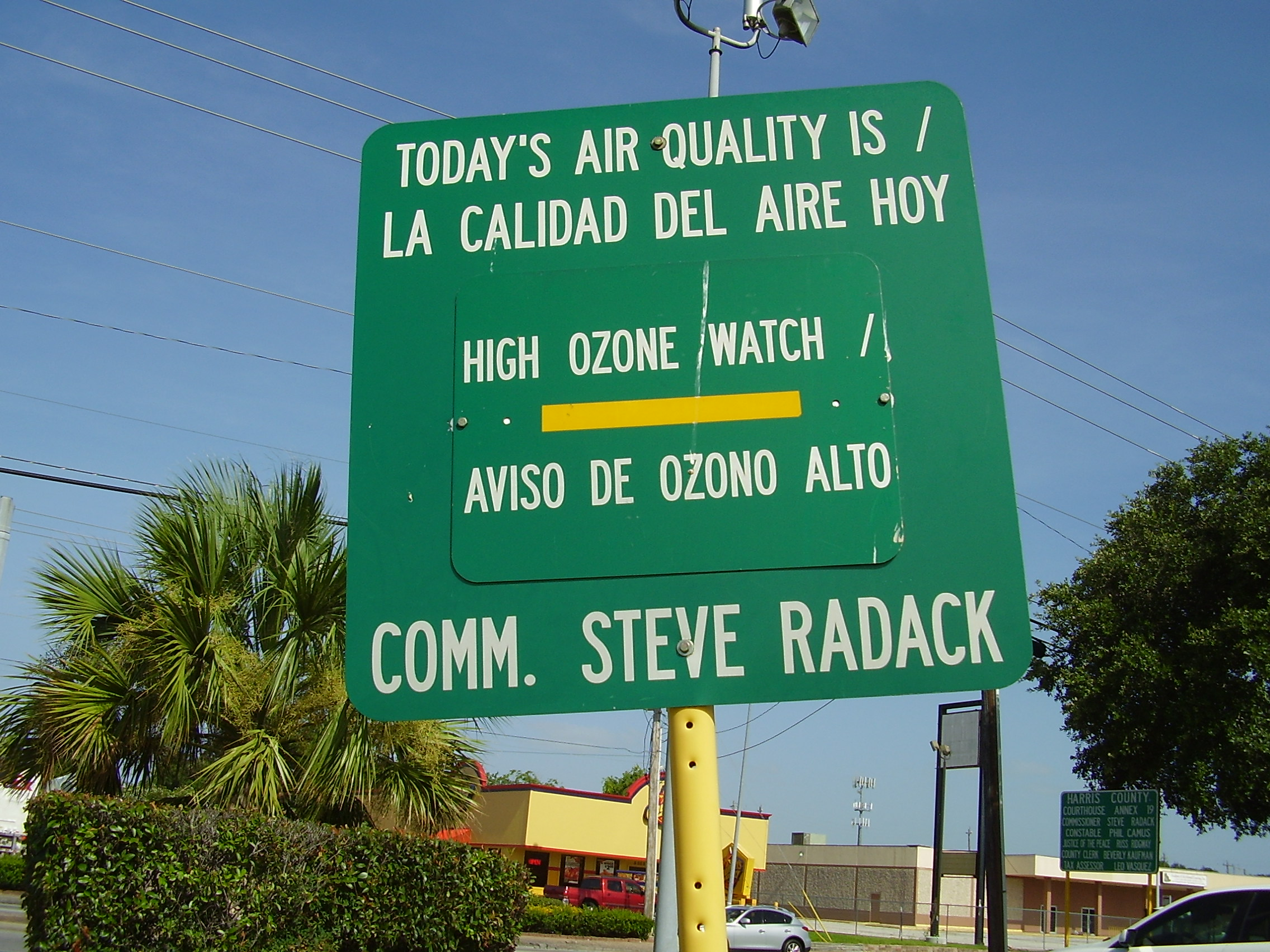
Дорожній знак в Галфтон, Х'юстон, що демонструє рівень озону в повітрі

В день, коли прогнозують підвищення індексу якості повітря через забруднення повітря твердими частинками, установа або громадська організація здоров'я може:
- попередити вразливих людей, таких як літні люди, діти і особи, які страждають респіраторними або серцево-судинними хворобами, уникнути зовнішніх навантажень.[4]
- оголосити "день дій" задля проведення добровільних заходів зі скорочення викидів, до прикладу, день відмови від особистого транспорту.[5]
- рекомендувати використовування масок, щоб уникнути проникнення дрібних частинок у легені.[6]

Більшість шкідливих речовин в повітрі не пов'язана з індексом якості повітря. Багато країн слідкує за шістьма основними забруднювачами повітря: діоксиду сірки (SO2), твердих часток (PM10), дрібних твердих часток (PM2.5), діоксиду азоту (NO2), оксиду вуглецю (CO) і озону (O3) і вираховують показник якості повітря для цих забруднювальних речовин.

## Місцеві індекси якості повітря

### Канада
Індекс здоров'я за якістю повітря або (AQHI) — це шкала, яка допомагає зрозуміти вплив якості повітря на здоров'я. AQHI також дає поради про те, як поліпшити якість повітря. Цей показник приділяє особливу увагу людям, які чутливі до забруднення повітря. Він дає їм поради про те, як захистити своє здоров'я в час, коли якість повітря є з низьким, середнім, високим і дуже високим ризиками для здоров'я.
Індекс здоров'я за якістю повітря (AQHI) зображується у вигляд ряду від 1 до 10+, що вказує на рівень ризику для здоров'я, пов'язаного з місцевою якістю повітря. У випадку, коли обсяг забруднення повітря аномально високий, число може перевищити 10. 
| 1 | 2 | 3 | 4 | 5 | 6 | 7 | 8 | 9 | 10 | +10 |

| Ризик: | Низький (1–3) | Середній (4–6) | Високий (7–10) | Дуже високий (+10) |

| Ризик здоров'я | Індекс здоров'я за якістю повітря | Повідомлення | Повідомлення |
| -------------- | --------------------------------- | --- | --- |
|                |                                   | Для людей з категорії ризику | Для загального населення |
| Низький        | 1–3                               | Можна займатись повсякденною діяльністю                                                                                             | Якість повітря сприяє діяльності на відкритому повітрі                                                                                            |
| Середній       | 4–6                               | Слід зменшити або перепланувати напружену діяльність на відкритому повітрі, якщо ви відчуваєте симптоми.                            | Якщо ви не відчуваєте такі симптоми, як кашель і біль у горлі, то немає необхідності вносити зміни в свою звичайну діяльність на свіжому повітрі. |
| Високий        | 7–10                              | Необхідно зменшити або перепланувати напружену діяльність на відкритому повітрі.                                                    | Слід зменшити або перепланувати напружену діяльність на відкритому повітрі, якщо ви відчуваєте такі симптоми, як кашель і біль у горлі.           |
| Дуже високий   | 10+                               | Уникайте напруженої діяльності на відкритому повітрі. Діти і літні люди повинні уникати фізичних навантажень на відкритому повітрі. | Зменшити або перепланувати напружену діяльність на відкритому повітрі, особливо, якщо ви відчуваєте такі симптоми, як кашель і біль у горлі.      |

### Гонконг
Станом на 30 грудня 2013 року Гонконг замінив індекс забруднення повітря новим індексом під назвою Індекс здоров'я за якістю повітря. Цей показник за шкалою від 1 до 10+ і розглядає чотири забруднювачів повітря: озон; двоокис азоту; діоксид сірки і твердих частинок (в тому числі PM10 і PM2.5). Індекси здоров'я за якістю повітря згруповані в п'ять категорій ризику для здоров'я з порадами медичних служб:
| Ризик для здоров'я | AQHI |
| ------------------ | ---- |
| Низький            | 1    |
| Низький            | 2    |
| Низький            | 3    |
| Середній           | 4    |
| Середній           | 5    |
| Середній           | 6    |
| Високий            | 7    |
| Дуже Високий       | 8    |
| Дуже Високий       | 9    |
| Дуже Високий       | 10   |
| Небезпечний        | 10+  |

При низьких і середніх рівнях населення може продовжувати нормальну діяльність. При високому рівні категоріям ризику (діти, люди похилого віку і люди з серцевими або респіраторними захворюваннями) радять зменшити фізичні навантаження на відкритому повітрі. На дуже високих або небезпечних рівнях рекомендується зменшити або уникнути фізичних навантажень на відкритому повітрі.

### Китай
Міністерство охорони навколишнього середовища Китаю відповідає за вимірювання рівня забруднення повітря в країні. Станом на 1 січня 2013 року Міністерство щоденно контролює рівень забруднення у 163 найбільших містах. Індекс забруднення повітря базується на рівні 6 атмосферних забруднювальних речовин, зокрема діоксиду сірки (SO2), діоксиду азоту (NO2), твердих частинок (PM10), твердих частинок (PM2.5), окису вуглецю (CO) і озону (O3), виміряні на спеціальній станції для кожного міста.

### Індія
Міністр навколишнього середовища запровадив Національний Індекс якості повітря в Нью-Делі 17 вересня 2014 року. 
Раніше вимірювання індексу було обмежене трьома показниками, проте сучасний індекс є досить точним завдяки додаванню п'яти додаткових параметрів. Теперішнє вимірювання якості повітря має 8 параметрів. Недавні ініціативи Міністерства націлені на збалансування стану довкілля, оскільки забруднення має сильний негативний вплив на здоров'я громадян країни, особливо жителів міст.
Існує шість рівнів індексу якості повітря, а саме добрий, задовільний, помірно забруднений, високий, дуже високий і небезпечний. Запропонований індекс якості повітря охоплює вісім забруднювальних речовин (РМ10, РМ2.5, NO2, SO2, CO, Оз, NH3, і Pb).  Значення індексу та відповідних концентрацій, а також наслідки їхнього впливу на здоров'я для названих забруднювальних речовин є такими:
| Категорія AQI (Діапазон)      | PM10 (24 год) | PM2.5 (24 год) | NO2 (24 год) | O3 (8 год) | CO (8 год) | SO2 (24 год) | NH3 (24 год) | Pb (24 год) |
| ----------------------------- | ------------- | -------------- | ------------ | ---------- | ---------- | ------------ | ------------ | ----------- |
| Хороший (0-50)                | 0-50          | 0-30           | 0-40         | 0-50       | 0-1.0      | 0-40         | 0-200        | 0-0.5       |
| Задовільний (51-100)          | 51-100        | 31-60          | 41-80        | 51-100     | 1.1-2.0    | 41-80        | 201-400      | 0.5-1.0     |
| Помірно забруднений (101-200) | 101-250       | 61-90          | 81-180       | 101-168    | 2.1-10     | 81-380       | 401-800      | 1.1-2.0     |
| Високий (201-300)             | 251-350       | 91-120         | 181-280      | 169-208    | 10-17      | 381-800      | 801-1200     | 2.1-3.0     |
| Дуже високий (301-400)        | 351-430       | 121-250        | 281-400      | 209-748    | 17-34      | 801-1600     | 1200-1800    | 3.1-3.5     |
| Небезпечний (401-500)         | 430+          | 250+           | 400+         | 748+       | 34+        | 1600+        | 1800+        | 3.5+        |

| Індекс якості повітря         | Наслідки для здоров'я |
| Добрий (0-50)                 | Мінімальний вплив |
| Задовільний (51-100)          | Може викликати незначний дискомфорт при диханні у чутливих людей                                                            |
| Помірно забруднений (101-200) | Може спричинити дискомфорт при диханні у людей із захворюваннями легенів, таких як астма                                    |
| Високий (201-300)             | Може викликати дискомфорт при диханні за тривалого впливу                                                                   |
| Дуже високий (301-400)        | Може викликати респіраторні захворювання у людей при тривалому впливi                                                       |
| Небезпечний (401-500)         | Може вплинути навіть на здорових людей, і спричинити серйозні наслідки для здоров'я людей із захворюваннями легень чи серця |

### Сінгапур
Сінгапур використовує стандартний індекс забруднення (англ. Pollutant Standards Index, PSI) для зображення якості повітря, який подібний до того, що використовується в Гонконгу
Нижче наведено таблицю, згруповану за значенням індексу і його впливу на здоров'я за даними Національного агентства з навколишнього середовища.
| Стандартний індекс забруднення | Описові характеристики | Загальні наслідки для здоров'я                                      |
| ------------------------------ | ---------------------- | ------------------------------------------------------------------- |
| 0-50                           | Немає                  | –                                                                   |
| 51-100                         | Помірний               | Немає або незначні                                                  |
| 101-200                        | Шкідливий              | Кожна людина може почати відчувати вплив забруднення на її здоров'я |
| 201-300                        | Дуже шкідливий         | Все населення, відчуватиме вплив забруднення на здоров'я.           |
| 301-500                        | Небезпечний            | Можуть виникнути більш серйозні наслідки для здоров'я               |

### Велика Британія
Індекс якості повітря, що використовується у Великій Британії — це Щоденний індекс якості повітря, запропонований Комітетом з медичного впливу забруднювачів повітря. Цей індекс складається з десяти пунктів, які згруповані в 4 групи: низький, помірний, високий і дуже високий. Кожна зі груп має рекомендації для загального населення і груп ризику.
| Забруднення повітря | Значення | Повідомлення для осіб з групи ризику | Повідомлення про здоров'я для населення                                                                                                   |
| ------------------- | -------- | --- | --- |
| Низький             | 1-3      | Можна вести звичайну активну діяльність на відкритому повітрі. | Можна вести звичайну активну діяльність на відкритому повітрі.                                                                            |
| Помірний            | 4-6      | Особам з вадами легенів і з серцевими проблемами, які відчувають симптоми, слід знизити фізичну активність, особливо на свіжому повітрі. | Можна вести звичайну активну діяльність на відкритому повітрі.                                                                            |
| Висока              | 7-9      | Особи з вадами легенів і проблемами серця, повинні мінімізувати інтенсивні фізичні навантаження, особливо на свіжому повітрі, а особливо. якщо вони відчувають симптоми. Люди з астмою змушені використовувати їхній інгалятор частіше. Літні люди повинні також знизити фізичні навантаження. | Особи, які мають неприємні відчуття, такі як біль в очах, кашель або біль у горлі, слід зменшити активності, особливо на свіжому повітрі. |
| Дуже висока         | 10       | Особи з вадами легенів, з серцевими проблемами і літні люди, повинні уникати напруженої фізичної активності. Люди з астмою повинні використовувати їхній інгалятор частіше. | Знизити фізичні навантаження на свіжому повітрі, особливо якщо ви відчуваєте такі симптоми, як кашель або біль у горлі.                   |

Індекс ґрунтується на концентрації 5 забруднювальних речовин: озону, діоксиду азоту, діоксиду сірки, РМ2.5 і РМ10.
| Індекс | Озон, за 8 год (мкг/м3) | Діоксид азоту, за 1 год (мкг/м3) | Діоксид сірки, за 15 хв (мкг/м3) | РМ2.5 24 год (мкг/м3) | PM10, 24 год (мкг/м3) |
| ------ | ----------------------- | -------------------------------- | -------------------------------- | --------------------- | --------------------- |
| 1      | 0-33                    | 0-67                             | 0-88                             | 0-11                  | 0-16                  |
| 2      | 34-66                   | 68-134                           | 89-177                           | 12-23                 | 17-33                 |
| 3      | 67-100                  | 135-200                          | 178-266                          | 24-35                 | 34-50                 |
| 4      | 101-120                 | 201-267                          | 267-354                          | 36-41                 | 51-58                 |
| 5      | 121-140                 | 268-334                          | 355-443                          | 42-47                 | 59-66                 |
| 6      | 141-160                 | 335-400                          | 444-532                          | 48-53                 | 67-75                 |
| 7      | 161-187                 | 401-467                          | 533-710                          | 54-58                 | 76-83                 |
| 8      | 188-213                 | 468-534                          | 711-887                          | 59-64                 | 84-91                 |
| 9      | 214-240                 | 535-600                          | 888-1064                         | 65-70                 | 92-100                |
| 10     | ≥ 241                   | ≥ 601                            | ≥ 1065                           | ≥ 71                  | ≥ 101                 |

### Європа
Для зображення якості повітря у Європі використовують Загальний Індекс якості повітря (англ. Common Air Quality Index, CAQI). Три різні показники дозволяють зіставляти різні часові масштаби:
- Погодинний індекс описує якість повітря, виходячи з погодинних значень та оновлюється кожну годину,
- Щоденний індекс відповідає за загальні якості повітря попереднього дня, базується на основі щоденних значень і оновлюється раз в день,
- Щорічний індекс демонструє індекс якості повітря протягом всього року і порівнюється з європейськими нормами якості повітря.

### Сполучені Штати Америки

_{PM2.5} добові значення AQI, надані EPA США

Управління з охорони навколишнього середовища США (англ. United States Environmental Protection Agency, EPA) розробило індекс якості повітря, який використовується для звіту про якість повітря. Цей індекс ділиться на шість категорій, які вказують на зростання рівня охорони здоров'я.
| Індекс якості повітря | Рівні небезпеки для здоров'я | Кольори      |
| 0 до 50               | Добрий                       | Зелений      |
| 51 до 100             | Помірний                     | Жовтий       |
| 101 до 150            | Шкідливий для чутливих груп  | Помаранчевий |
| 151 до 200            | Шкідливий                    | Червоний     |
| 201 до 300            | Дуже шкідливий               | Фіолетовий   |
| 301 до 500            | Небезпечний                  | Бордові      |

Індекс базується на п'ятьох критеріях забруднювальних речовин, які регулюються в рамках закону Про чистоту повітря: озон, тверді частинки, оксид вуглецю, діоксид сірки і діоксид азоту. Охороною навколишнього середовища встановлено національні стандарти якості навколишнього повітря  для кожного з цих забруднювачів задля охорони громадського здоров'я. 

#### Обчислення індексу якості повітря
Індекс якості повітря є кусково-лінійною функцією від концентрації забруднення. Для перетворення концентрації індексу використовується таке рівняння:
{\displaystyle I={\frac {I_{high}-I_{low}}{C_{high}-C_{low}}}(C-C_{low})+I_{low}}
де:
{\displaystyle I} = індекс якості повітря,
{\displaystyle C} = концентрація забруднювальної речовини,
{\displaystyle C_{low}}= концентрація зупинки, ≤ {\displaystyle C},
{\displaystyle C_{high}}= концентрація зупинки, ≥  {\displaystyle C},
{\displaystyle I_{low}}= точка зупинки індексу, що відповідає {\displaystyle C_{low}},
{\displaystyle I_{high}}= точка зупинки індексу, що відповідає {\displaystyle C_{high}}.
Таблиці точок зупину є:
| O3 (ppb)           | O3 (ppb)           | PM2.5 (µg/m3)       | PM10 (µg/m3)       | CO (ppm)           | SO2 (ppb)          | NO2 (ppb)          | AQI          | AQI                        |
| Clow - Chigh (avg) | Clow - Chigh (avg) | Clow- Chigh (avg)   | Clow - Chigh (avg) | Clow - Chigh (avg) | Clow - Chigh (avg) | Clow - Chigh (avg) | Ilow - Ihigh | Категорія                  |
| 0-54 (8-hr)        | -                  | 0.0-12.0 (24-hr)    | 0-54 (24-hr)       | 0.0-4.4 (8-hr)     | 0-35 (1-hr)        | 0-53 (1-hr)        | 0-50         | Добрий                     |
| 55-70 (8-hr)       | -                  | 12.1-35.4 (24-hr)   | 55-154 (24-hr)     | 4.5-9.4 (8-hr)     | 36-75 (1-hr)       | 54-100 (1-hr)      | 51-100       | Задовільний                |
| 71-85 (8-hr)       | 125-164 (1-hr)     | 35.5-55.4 (24-hr)   | 155-254 (24-hr)    | 9.5-12.4 (8-hr)    | 76-185 (1-hr)      | 101-360 (1-hr)     | 101-150      | Шкідливий для групи ризику |
| 86-105 (8-hr)      | 165-204 (1-hr)     | 55.5-150.4 (24-hr)  | 255-354 (24-hr)    | 12.5-15.4 (8-hr)   | 186-304 (1-hr)     | 361-649 (1-hr)     | 151-200      | Шкідливий                  |
| 106-200 (8-hr)     | 205-404 (1-hr)     | 150.5-250.4 (24-hr) | 355-424 (24-hr)    | 15.5-30.4 (8-hr)   | 305-604 (24-hr)    | 650-1249 (1-hr)    | 201-300      | Дуже шкідливий             |
| -                  | 405-604 (1-hr)     | 250.5-500.4 (24-hr) | 425-604 (24-hr)    | 30.5-50.4 (8-hr)   | 605-1004 (24-hr)   | 1250-2049 (1-hr)   | 301-500      | Небезпечний                |

Припустимо, що монітор записує 24-годинне середнє значення частинок (PM2.5) з концентрацією 12.0 мікрограми на кубічний метр. Підставивши в рівняння наші дані і отримаємо:
{\displaystyle {\frac {50-0}{12.0-0}}(12.0-0)+0=50},
цей результат знаходиться в діапазоні з назвою "добрий". Для перетворення забруднювачів повітря, концентрації в індекс якості повітря існує калькулятор.
В реальному часі дані безперервного моніторингу, як правило, доступні у вигляді середнього значення за одну годину. Однак, обчислення індексу якості повітря для деяких забруднювальних речовин, до прикладу озону, вимагає виведення середнього значення за кілька годин даних. Для точного відображення поточної якості повітря кількагодинне середнє значення, яке використовується для обчислення індексу, повинне бути зосереджене на поточному часі, але оскільки концентрація за майбутні години невідома і важко зробити точну оцінку, EPA використовує замінник значення концентрації для оцінки цих кількох годин.